# Lago Henderson
Il Lago Henderson (Henderson Lake) è un lago sui Monti Adirondack presso la cittadina di Newcomb. Fu così denominato nel 1826 dal nome di David Henderson, fondatore delle Ferriere Elba Iron vicino al Lake Placid e di quelle a Tahawus. 
Spesso viene citato come sorgente del fiume Hudson da molti cartografi, ma l'effettiva sorgente del fiume è tuttora motivo di dibattito.

## Immagini del lago

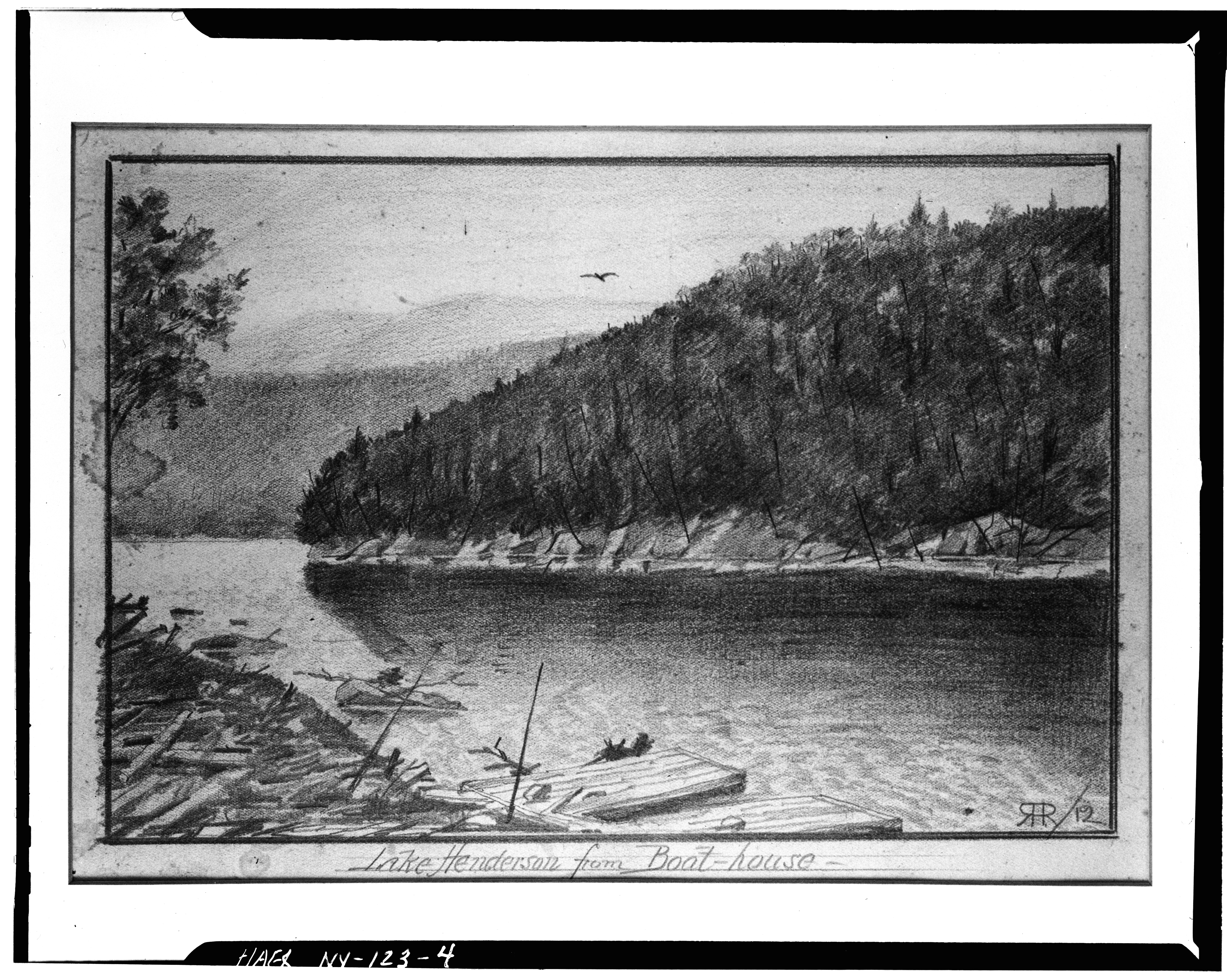
Il Lago Henderson Lake verso il 1914
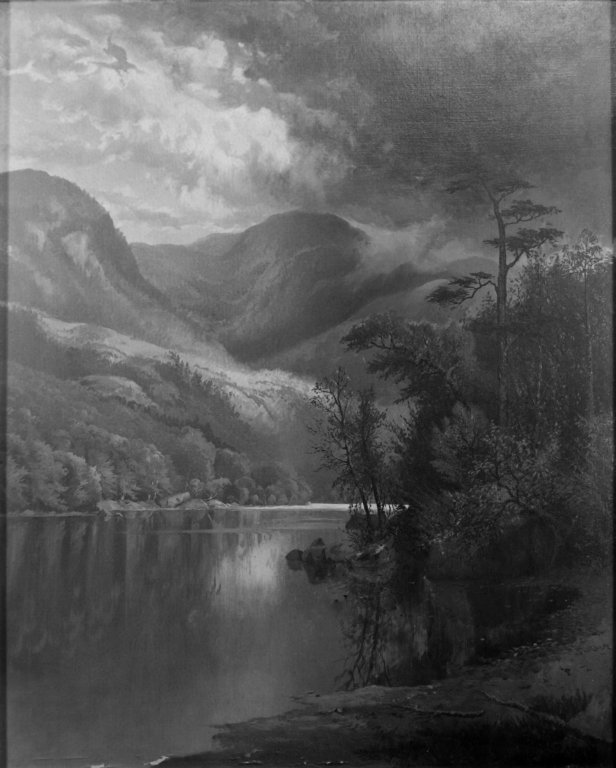
Il lago Henderson verso il 1881